# 2112SSF
2112SSF – szybkoobrotowy kolejowy silnik spalinowy budowany na licencji firmy FIAT w oparciu o dokumentację silnika typu GMT A210. Decyzja o zakupieniu licencji zapadła w roku 1967 i była podyktowana względami pozatechnicznymi. Silnik ten zastąpił krajowy silnik 12C22W, który nie wyszedł poza stadium prototypu.
Jest to silnik wysokoprężny widlasty (kąt rozwarcia cylindrów 90 stopni), czterosuwowy, z bezpośrednim wtryskiem paliwa, doładowany za pomocą turbosprężarki z intercoolerem.
Prace nad udoskonaleniem i rozwojem konstrukcji silników A210 odbywały się głównie w Zakładach Metalowych im. Hipolita Cegielskiego w Poznaniu i w Centralnym Biurze Konstrukcyjnym Silników Spalinowych (CBKSS) w Warszawie. Prace te spowodowane były koniecznością usunięcia niedomagań konstrukcyjnych oraz wykonawczych, jakie wystąpiły w początkowym okresie produkcji i eksploatacji. Poprawiono trwałość i niezawodność silników 2112SSF i W2112SSF, które wcześniej cechowały się dużą awaryjnością w wyniku konstrukcyjnego niedopracowania. Pomimo dużego zakresu prac konstrukcyjnych w Polsce problemy z niektórymi elementami tego silnika (szczególnie wałem korbowym) pozostały nierozwiązane, będąc powodem awarii (zbyt mały przekrój ramienia wykorbienia wału).

## Parametry silnikow licencyjnych GMT A210
| Typ silnika | Moc silnika (kW/KM) | Obroty/min | Liczba cylindrów |
| ----------- | ------------------- | ---------- | ---------------- |
| 2112SSF     | 1250 / 1700         | 1500       | 12               |
| W2112SSF    | 1650 / 2250         | 1500       | 12               |
| 2116SSF     | 2200 / 3000         | 1500       | 16               |

Silniki 2112SSF znalazły zastosowanie w lokomotywach SP45, a silniki W2112SSF w lokomotywach SU46. Z kolei w silniki 2116SSF były wyposażone dwa prototypowe egzemplarze lokomotyw serii SP47.